# Les Looney Tunes passent à l'action (jeu vidéo)
 (juillet 2019).
Si vous disposez d'ouvrages ou d'articles de référence ou si vous connaissez des sites web de qualité traitant du thème abordé ici, merci de compléter l'article en donnant les références utiles à sa vérifiabilité et en les liant à la section « Notes et références ».
Pour film d'animation ayant inspiré le jeu vidéo, voir Les Looney Tunes passent à l'action.
Les Looney Tunes passent à l'action (Looney Tunes: Back in Action) est un jeu vidéo de plates-formes sorti en 2003, basé sur le film homonyme.
Il est disponible sur Nintendo Gamecube, PlayStation 2 et Game Boy Advance.

## Synopsis
Bugs Bunny, Daffy Duck, Kate Houghton et DJ Drake feront le tour du monde pour trouver le diamant bleu mythique de singe. De Hollywood vers Las Vegas, de Paris vers l'Afrique, nos héros nomades doivent parcourir ces villes tout en mettant un terme aux plans sinistres de ACME Corporation, dans l'effort de sauver le monde.

## Doublage
- Gérard Surugue : Bugs Bunny
- Patrick Guillemin : Daffy Duck
- Michel Mella : Porky Pig / Speedy Gonzales
- Patrick Préjean : Sylvestre / Sam le pirate
- Benoît Allemane : Charlie le Coq / Taz
- Barbara Tissier : Mémé
- Patricia Legrand : Titi
- Patrice Dozier : Elmer Fudd
- Jean-Loup Horwitz : Marvin le Martien
- François Carreras : Pépé le putois

## Voix originales
- Joe Alaskey : Bugs Bunny, Daffy Duck, Marvin le Martien, Sylvestre, Mr. Chairman
- Jeff Bennett : Charlie le Coq
- Bob Bergen : Titi, Porky Pig
- Jim Cummings : Taz
- June Foray : Mémé
- Maurice LaMarche : Sam le Pirate
- Billy West : Elmer Fudd, Pépé le putois, Speddy Gonzales